# پاشلک جزیره شمالی
پاشلک جزیره شمالی (نام علمی: Coenocorypha barrierensis) نام یک گونه منقرض‌شده از تیره آبچلیک است.